# دیست
دیست (به هلندی: Deest) یک منطقهٔ مسکونی در هلند است که در دروتن واقع شده‌است. دیست ۱٬۷۶۵ نفر جمعیت دارد.